# 群众社会
大众社会（群众社会）是拥有大众文化和大规模的、非人格的社会制度的现代社会。大众社会是一个“发达的官僚制削弱了传统社会关系的社会”。在19世纪，以“大众”作为描述社会的形式，指的是工业革命时期的流行趋势，即对传统的、贵族的价值观的破坏。
在19世纪初政治学家如阿历克西·德·托克维尔的著作中，此术语被用于精英们所关注的自法国大革命后西方世界所宣称的政治实体的转变。这种精英的关切很大程度上集中在“多数人的暴政”，或暴徒统治。
19世纪末期，在爱米尔·涂尔干的著作中，这个词与社会相关联，是一群未分化的、原子式的个体。20世纪的新马克思主义（如法兰克福学派）看来，大众社会是由一群相互疏远的个人被服务于资本主义利益的文化产业相联系而组成的社会。
20世纪的保守主义从不同的角度批评了大众社会。例如，何塞·奧特嘉·伊·加塞特对大众社会中高雅文化的式微表示感慨。

## 定义
大众社会作为一种意识形态，可以看作是被少数相互联系的精英所主导，他们通过规劝和操纵来控制大多数人的生活条件。这表明了这些大众社会理论家们的政治主张：他们是各种文化精英的拥护者，他们应当享受超越大众的特权，声称自己不是被误导的大众的一员，而是大众的领导 。
随着技术创新、政府职能扩张，中央集权化的政府在规模和重要性上越来越大。此后，政府承担了越来越多的社会生活领域的责任：教育，规范工资水平和工作条件，制定各种产品的标准，为老人、病人和失业人员提供财政援助。在大众社会中，权力掌握在巨大的官僚体系中，使得地方社区的人民难以调控他们的生活。例如，国家官员规定地方学校必须符合教育标准，当地产品必须经由政府认证，每个公民必须保留详细的纳税记录。尽管这些规定可以保护和增强社会公平，但也迫使我们不得不面对越来越多的遥远的无名官员和往往反应迟钝的官僚机构，这严重破坏了家庭和地方社区的自治权。
大众社会理论一直广泛活跃在媒体研究中，它倾向于产生电视和电影等大众媒体影响群众的一种理想模式。因此，大众媒体是实现和维持大众社会的必要手段。大众媒体使得民族文化冲淡了传统的基于地区差异的文化。大众社会理论家担心，将来自不同背景的人转变为一致的大众可能会导致人类个性的丧失。
社会学家赖特·米尔斯对“大众”和“公共”做出了明确的区分。 
正如他所说：“对于公共，我们可以做如下理解，
1. 事实上表达观点的和接受观点的人数近乎持平
2. 公共交流十分组织化，对于公共表达的观点能有效、立即地回复
3. 经讨论形成的观点能够转变成有效的行动，在必要情况下，即使是反对现行权威制度的观点亦可
4. 权威机构不会渗透到公众之中，因而其运作或多或少是自主的

在大众中，
1. 表达意见的人比接受意见的人少得多，因为公共群体成为依赖大众媒体获得信息的个人的抽象集合
2. 规劝式的交流使得个人难以对观点进行回复，或不可能有任何效果
3. 意见的行动化被组织和管理这种活动的权威所控制
4. 大众没有从权威机构那里获得自主权；相反，权威机构的代理人渗透到大众之中，进一步削弱了任何通过讨论形成意见的自主权”。[6]

## 延伸阅读
- Kornhauser, William. "The Politics of Mass Society", (1959). New York: The Free Press.
- Ortega y Gasset, Jose. The Revolt of the Masses, anonymous translation (1932). The Spanish original: La Rebellion de las Masas (1930).
- Tuttle, Howard N. The Crowd is Untruth: The Existential Critique of Mass Society in the Thought of Kierkegaard, Nietzsche, Heidegger, and Ortega y Gassett (1996). (American University Studies: Ser. 5, Philosophy; Vol. 176) New York: Peter Lang. ISBN 0-8204-2866-3

Template:大众文化